# Anna Steimarová
Anna Steimarová, rozená Anna Budilová, křtěná Anna Marie (7. července 1889 Plzeň – 15. března 1962 Liberec) byla česká divadelní, operetní a filmová herečka, dcera významného plzeňského herce a divadelního ředitele Vendelína Budila. Byla první manželkou herce Jiřího Steimara a matkou herečky Jiřiny Steimarové.

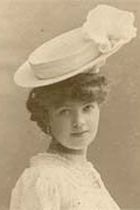
Anna Steimarová v mládí

## Život
Dne 10. července 1915 se provdala za herce Jiřího Steimara. Za 1. světové války, kdy se jim narodila v roce 1916 dcera Jiřina, žili v pražském Podskalí. Šest let po Jiřině se jim narodil syn Miloš (1922–1949), který byl také nadějným hercem, hrál v Brně, ale v mladém věku se nešťastnou náhodou otrávil oxidem uhelnatým.
Později si Steimarova rodina koupila dřevěnou chalupu v Černošicích s půlkou ostrova na Berounce, kde pak mnoho let žila. Podnikavý herec Steimar později chalupu přebudoval v moderní penzión, o který se staral jako hoteliér, rád však hostům také uvařil. Steimarovi v Černošicích pěstovali holuby, psy a slepice. Místním občanům pomáhali s ochotnickým divadlem a sami v něm vystupovali. Jiří Steimar však organizoval i divadlo doma a zapojoval do něho celou rodinu i personál. Sjížděli se sem významní hosté – Olga Scheinpflugová, Xena Longenová, Saša Rašilov, Marie Hübnerová, Jan Masaryk, Jan Kubelík a Rudolf Friml.
Brzy po rozvodu se Steimarová pokusila založit vlastní divadlo, ale v podnikání se jí příliš nevedlo. Nějaký čas žila ještě v Černošicích s bývalým manželem a jeho novou ženou Žofií, poté se odstěhovala do Prahy. Řadu let byl jejím přítelem herec Jindřich Láznička, ale Steimarová se už nikdy nevdala. Po úmrtí syna byla v takové depresi, že výrazně zhubla a nakonec dostala TBC žláz, která se pak zvrhla v rakovinu.[zdroj?] Umírala deset let.

### Rodokmen Steimarů
|                            |  |  |  |  |  |  |  | Emanuel Kodet (1880–1955)   | Emanuel Kodet (1880–1955)   | Emanuel Kodet (1880–1955)   | Emanuel Kodet (1880–1955)   | Emanuel Kodet (1880–1955)   | Emanuel Kodet (1880–1955)   |  |  | Jan Kodet (1910–1974)         | Jan Kodet (1910–1974)         | Jan Kodet (1910–1974)         | Jan Kodet (1910–1974)         | Jan Kodet (1910–1974)         | Jan Kodet (1910–1974)         |  |  | Kristian Kodet (* 1948)     | Kristian Kodet (* 1948)     | Kristian Kodet (* 1948)     | Kristian Kodet (* 1948)     | Kristian Kodet (* 1948)     | Kristian Kodet (* 1948)     |  |  |                                  |                           |                           |                           |                           |                           |
|                            |  |  |  |  |  |  |  | Emanuel Kodet (1880–1955)   | Emanuel Kodet (1880–1955)   | Emanuel Kodet (1880–1955)   | Emanuel Kodet (1880–1955)   | Emanuel Kodet (1880–1955)   | Emanuel Kodet (1880–1955)   |  |  | Jan Kodet (1910–1974)         | Jan Kodet (1910–1974)         | Jan Kodet (1910–1974)         | Jan Kodet (1910–1974)         | Jan Kodet (1910–1974)         | Jan Kodet (1910–1974)         |  |  | Kristian Kodet (* 1948)     | Kristian Kodet (* 1948)     | Kristian Kodet (* 1948)     | Kristian Kodet (* 1948)     | Kristian Kodet (* 1948)     | Kristian Kodet (* 1948)     |  |  |                                  |                           |                           |                           |                           |                           |
| Vendelín Budil (1847–1928) |  |  |  |  |  |  |  |                             |                             |                             |                             |                             |                             |  |  |                               |                               |                               |                               |                               |                               |  |  |                             |                             |                             |                             |                             |                             |  |  |                                  |                           |                           |                           |                           |                           |
|                            |  |  |  |  |  |  |  |                             |                             |                             |                             |                             |                             |  |  |                               |                               |                               |                               |                               |                               |  |  |                             |                             |                             |                             |                             |                             |  |  |                                  |                           |                           |                           |                           |                           |
|                            |  |  |  |  |  |  |  | Anna Steimarová (1889–1962) | Anna Steimarová (1889–1962) | Anna Steimarová (1889–1962) | Anna Steimarová (1889–1962) | Anna Steimarová (1889–1962) | Anna Steimarová (1889–1962) |  |  | Jiřina Steimarová (1916–2007) | Jiřina Steimarová (1916–2007) | Jiřina Steimarová (1916–2007) | Jiřina Steimarová (1916–2007) | Jiřina Steimarová (1916–2007) | Jiřina Steimarová (1916–2007) |  |  | Jiří Kodet (1937–2005)      | Jiří Kodet (1937–2005)      | Jiří Kodet (1937–2005)      | Jiří Kodet (1937–2005)      | Jiří Kodet (1937–2005)      | Jiří Kodet (1937–2005)      |  |  | Barbora Kodetová (* 1970)        | Barbora Kodetová (* 1970) | Barbora Kodetová (* 1970) | Barbora Kodetová (* 1970) | Barbora Kodetová (* 1970) | Barbora Kodetová (* 1970) |
|                            |  |  |  |  |  |  |  | Anna Steimarová (1889–1962) | Anna Steimarová (1889–1962) | Anna Steimarová (1889–1962) | Anna Steimarová (1889–1962) | Anna Steimarová (1889–1962) | Anna Steimarová (1889–1962) |  |  | Jiřina Steimarová (1916–2007) | Jiřina Steimarová (1916–2007) | Jiřina Steimarová (1916–2007) | Jiřina Steimarová (1916–2007) | Jiřina Steimarová (1916–2007) | Jiřina Steimarová (1916–2007) |  |  | Jiří Kodet (1937–2005)      | Jiří Kodet (1937–2005)      | Jiří Kodet (1937–2005)      | Jiří Kodet (1937–2005)      | Jiří Kodet (1937–2005)      | Jiří Kodet (1937–2005)      |  |  | Barbora Kodetová (* 1970)        | Barbora Kodetová (* 1970) | Barbora Kodetová (* 1970) | Barbora Kodetová (* 1970) | Barbora Kodetová (* 1970) | Barbora Kodetová (* 1970) |
| Crescenie Králová          |  |  |  |  |  |  |  |                             |                             |                             |                             |                             |                             |  |  |                               |                               |                               |                               |                               |                               |  |  |                             |                             |                             |                             |                             |                             |  |  |                                  |                           |                           |                           |                           |                           |
|                            |  |  |  |  |  |  |  |                             |                             |                             |                             |                             |                             |  |  |                               |                               |                               |                               |                               |                               |  |  |                             |                             |                             |                             |                             |                             |  |  |                                  |                           |                           |                           |                           |                           |
|                            |  |  |  |  |  |  |  | Jiří Steimar (1887–1968)    | Jiří Steimar (1887–1968)    | Jiří Steimar (1887–1968)    | Jiří Steimar (1887–1968)    | Jiří Steimar (1887–1968)    | Jiří Steimar (1887–1968)    |  |  | Jaroslav Juhan (1921–2011)    | Jaroslav Juhan (1921–2011)    | Jaroslav Juhan (1921–2011)    | Jaroslav Juhan (1921–2011)    | Jaroslav Juhan (1921–2011)    | Jaroslav Juhan (1921–2011)    |  |  | Zdeněk Rytíř (1944–2013)    | Zdeněk Rytíř (1944–2013)    | Zdeněk Rytíř (1944–2013)    | Zdeněk Rytíř (1944–2013)    | Zdeněk Rytíř (1944–2013)    | Zdeněk Rytíř (1944–2013)    |  |  |                                  |                           |                           |                           |                           |                           |
|                            |  |  |  |  |  |  |  | Jiří Steimar (1887–1968)    | Jiří Steimar (1887–1968)    | Jiří Steimar (1887–1968)    | Jiří Steimar (1887–1968)    | Jiří Steimar (1887–1968)    | Jiří Steimar (1887–1968)    |  |  | Jaroslav Juhan (1921–2011)    | Jaroslav Juhan (1921–2011)    | Jaroslav Juhan (1921–2011)    | Jaroslav Juhan (1921–2011)    | Jaroslav Juhan (1921–2011)    | Jaroslav Juhan (1921–2011)    |  |  | Zdeněk Rytíř (1944–2013)    | Zdeněk Rytíř (1944–2013)    | Zdeněk Rytíř (1944–2013)    | Zdeněk Rytíř (1944–2013)    | Zdeněk Rytíř (1944–2013)    | Zdeněk Rytíř (1944–2013)    |  |  |                                  |                           |                           |                           |                           |                           |
|                            |  |  |  |  |  |  |  |                             |                             |                             |                             |                             |                             |  |  |                               |                               |                               |                               |                               |                               |  |  |                             |                             |                             |                             |                             |                             |  |  | Vendula Prager-Rytířová (* 1972) |                           |                           |                           |                           |                           |
|                            |  |  |  |  |  |  |  |                             |                             |                             |                             |                             |                             |  |  |                               |                               |                               |                               |                               |                               |  |  |                             |                             |                             |                             |                             |                             |  |  |                                  |                           |                           |                           |                           |                           |
|                            |  |  |  |  |  |  |  |                             |                             |                             |                             |                             |                             |  |  | Miloš Steimar (1922–1949)     | Miloš Steimar (1922–1949)     | Miloš Steimar (1922–1949)     | Miloš Steimar (1922–1949)     | Miloš Steimar (1922–1949)     | Miloš Steimar (1922–1949)     |  |  | Evelyna Steimarová (* 1945) | Evelyna Steimarová (* 1945) | Evelyna Steimarová (* 1945) | Evelyna Steimarová (* 1945) | Evelyna Steimarová (* 1945) | Evelyna Steimarová (* 1945) |  |  |                                  |                           |                           |                           |                           |                           |
|                            |  |  |  |  |  |  |  |                             |                             |                             |                             |                             |                             |  |  | Miloš Steimar (1922–1949)     | Miloš Steimar (1922–1949)     | Miloš Steimar (1922–1949)     | Miloš Steimar (1922–1949)     | Miloš Steimar (1922–1949)     | Miloš Steimar (1922–1949)     |  |  | Evelyna Steimarová (* 1945) | Evelyna Steimarová (* 1945) | Evelyna Steimarová (* 1945) | Evelyna Steimarová (* 1945) | Evelyna Steimarová (* 1945) | Evelyna Steimarová (* 1945) |  |  |                                  |                           |                           |                           |                           |                           |
|                            |  |  |  |  |  |  |  |                             |                             |                             |                             |                             |                             |  |  |                               |                               |                               |                               |                               |                               |  |  |                             |                             |                             |                             |                             |                             |  |  | Anna Polívková (* 1979)          |                           |                           |                           |                           |                           |
|                            |  |  |  |  |  |  |  |                             |                             |                             |                             |                             |                             |  |  |                               |                               |                               |                               |                               |                               |  |  |                             |                             |                             |                             |                             |                             |  |  |                                  |                           |                           |                           |                           |                           |
|                            |  |  |  |  |  |  |  |                             |                             |                             |                             |                             |                             |  |  |                               |                               |                               |                               |                               |                               |  |  | Bolek Polívka (* 1949)      |                             |                             |                             |                             |                             |  |  |                                  |                           |                           |                           |                           |                           |
|                            |  |  |  |  |  |  |  |                             |                             |                             |                             |                             |                             |  |  |                               |                               |                               |                               |                               |                               |  |  |                             |                             |                             |                             |                             |                             |  |  |                                  |                           |                           |                           |                           |                           |
|                            |  |  |  |  |  |  |  |                             |                             |                             |                             |                             |                             |  |  |                               |                               |                               |                               |                               |                               |  |  |                             |                             |                             |                             |                             |                             |  |  | Vladimír Polívka (* 1989)        |                           |                           |                           |                           |                           |
|                            |  |  |  |  |  |  |  |                             |                             |                             |                             |                             |                             |  |  |                               |                               |                               |                               |                               |                               |  |  |                             |                             |                             |                             |                             |                             |  |  |                                  |                           |                           |                           |                           |                           |
|                            |  |  |  |  |  |  |  |                             |                             |                             |                             |                             |                             |  |  |                               |                               |                               |                               |                               |                               |  |  | Chantal Poullain (* 1956)   |                             |                             |                             |                             |                             |  |  |                                  |                           |                           |                           |                           |                           |
|                            |  |  |  |  |  |  |  |                             |                             |                             |                             |                             |                             |  |  |                               |                               |                               |                               |                               |                               |  |  |                             |                             |                             |                             |                             |                             |  |  |                                  |                           |                           |                           |                           |                           |

## Divadelní dráha
Anna Steimarová se stala hereckou hvězdou již v dětském věku, kdy ji její otec angažoval jako školačku do inscenace Malého lorda v rodné Plzni, později si roli vyzkoušela i v Národním divadle v Praze. Později studovala řeč a zpěv. Pěvecký talent svým sopránovým hlasem prokázala již v osmnácti letech, kdy zpívala Olympii v Offenbachových Hoffmannových povídkách.
Před 1. světovou válkou začínala jako operetní subreta v Německu – v Rostocku a ve Stuttgartu a v Theater an der Wien ve Vídni. Šest let působila v pražském Německém divadle a v této době se seznámila se svým budoucím manželem J. Steimarem.
Prošla několika pražskými scénami, hrála v karlínském Varieté, v kabaretu Rokoko, Aréně, Švandově divadle, ve Velké i Malé operetě (Tylovo divadlo v Nuslích), v letech 1928–1930 hrála ve Vinohradském divadle.
Po 2. světové válce se mihla na prknech divadel ve Zlíně a v Liberci, poté krátce působila v Národním divadle v Praze, aby svou kariéru ukončila opět v Severočeském divadle v Liberci. Zde byla v angažmá v letech 1947–1958. Vytvořila např. roli Jenny (Bertold Brecht, Žebrácká opera), paní Higginsové (George Bernard Shaw, Pygmalion) a Giudittu (Franz Lehár).

## Film
Ve filmu hrála často, své drobné až epizodní role dokázala zvýraznit propracovaností svého hereckého mistrovství, hloubkou výrazu, jež dávala svým postavám, do nichž se neobyčejně dovedla vžívat. Začínala už v roce 1913 ve dvou němých filmech (Pan profesor, nepřítel žen a České hrady a zámky), ale pak se vrátila před kameru až po dvaceti letech.
Ve třicátých letech už hrávala postarší nevzhledné ženy, jejichž povahy dovedla mistrně vystihnout především v rolích žen zlých, hrubých, primitivních a hloupých. Sem patří např. role paní domácí ve filmu Kariéra matky Lízalky (1937), stará panna Apolena v komedii Cech panen kutnohorských (1938), drbna Rollerová ve Filosofské historii (1937) a Betty ve filmu Čtrnáctý u stolu (1944).
Hrála i role větší, ale žádná nebyla tak působivá jako role malé. K filmům, kde hrála hlavnější role, patří Naše XI. (1936), Andula vyhrála (1938), diváci si ji budou vždy připamatovávat jako tetu Mařenky (Nataša Gollová) ve filmu Kristián (1939) a vlezlá teta Ema Lindová v burianovské verzi Barona Prášila (1940). Za války však vytvořila drobné role dramatické, které byly výborně psychologicky propracované. Sem patří šantánová zpěvačka v Panenství (1937), stará kovářka v Čápově Babičce (1940) a barová madame z Nočního motýla (1941), jež byla ve své době přijata pozitivně kritikou. V tomto filmu vůbec nepromluví, ale výraz ženy stojící u barového pultu a pomalu překusující zrnka kávy jsou mistrovskou etudou.
Po válce její odchod do Liberce způsobil, že na ni pozapomněl i film. Objevila se v epizodních rolích ve filmech Řeka čaruje (1945) a Pancho se žení (1946), poté ještě vytvořila malou roli staré babičky ve filmu Páté kolo u vozu (1958).

## Filmografie

### Role
- Pan profesor, nepřítel žen, 1913 – role neuvedena
- České hrady a zámky, 1914 – Hašlerova milá
- V tom domečku pod Emauzy, 1933 – učitelka hudby Gusta Volmanová
- Anita v ráji, 1934 – ředitelka módního salónu
- Rozpustilá noc, 1934 – členka tlupy Monokla Fredyho
- Naše jedenáctka, 1936 – Josefina, Horova sestra
- Filosofská historie, 1937 – Rollerová, bývalá purkmistrová
- Kariéra matky Lízalky, 1937 – paní domácí
- Panenství, 1937 – stará zpěvačka v šantánu
- Andula vyhrála, 1938 – ředitelka ženského klubu
- Cech panen kutnohorských, 1938 – stará panna Apoléna
- Humoreska, 1939 – žebračka Šišvorka
- Kristian, 1939 – Mařenčina tetička
- Babička, 1940 – kovářka věštkyně
- Baron Prášil, 1940 – Ema Lindová, Olžina přítelkyně
- Dceruška k pohledání, 1940 – Helenina teta Formánková
- Katakomby, 1940 – žena konzula Marka
- Maskovaná milenka, 1940 – stará dáma
- Peřeje, 1940 – vdova Valerie, majitelka cirkusu
- Poslední Podskalák, 1940 – Králova žena
- Vy neznáte Alberta, 1940 – Blahníkova žena
- Noční motýl, 1941 – madame z baru
- Preludium, 1941 – Klepetářová
- Čtrnáctý u stolu, 1943 – paní Betty
- Šťastnou cestu, 1943 – Boková
- Rozina sebranec, 1945 – svodnice
- Řeka čaruje, 1945 – žena na veselici
- Pancho se žení, 1945 až 1946 – Rositina teta Lucie
- Páté kolo u vozu, 1958 – babička v redakci

### Zpěv
- Proč se mi to někdy zdá (Panenství, 1937)